# Brian Babin
Brian Philip Babin [ˈbæbᵻn], född 23 mars 1948 i Port Arthur i Texas, är en amerikansk tandläkare och politiker (republikan). Han är ledamot av USA:s representanthus sedan 2015.
I mellanårsvalet i USA 2014 besegrades sittande representanthusledamoten Steve Stockman av John Cornyn i republikanernas primärval som gällde USA:s senat. Babin besegrade demokraten Michael Cole och efterträdde Stockman i representanthuset.